# Однажды в сказке (сезон 1)
Первый сезон американского драматического телесериала «Однажды в сказке». В США показ сезона осуществлял телеканал ABC с 31 октября 2011 по 13 мая 2012 года.

## Сюжет
В день свадьбы Белоснежки (Джиннифер Гудвин) и Прекрасного принца (Джошуа Даллас) Злая королева (Лана Паррия) приезжает в замок и угрожает страшным проклятием, которое она намерена наложить на них. Некоторое время спустя беременная Белоснежка беспокоится об угрозе проклятия и посещает Румпельштильцхена (Роберт Карлайл), который рассказывает, что проклятие Злой Королевы перенесёт их всех в страшное место, где не будет счастливых концов, за исключением её. Он предрекает, что нерождённая дочь Белоснежки, Эмма, вернётся на свой 28-й день рождения, чтобы спасти их и начать последнюю битву с Королевой. По совету Голубой Феи (Киган Коннор Трейси), Джеппетто (Тони Амендола) и Пиноккио (Джейкоб Дэвис) делают шкаф из магического дерева, которое позволит одному человеку избежать Тёмного проклятия. В тот день, когда Белоснежка рожает дочь, проклятие Злой Королевы начинает действовать. Прекрасный принц успевает спасти новорождённую Эмму, помещая её в волшебный шкаф, но его смертельно ранят приспешники Королевы. Злая Королева торжествует, когда принц Дэвид умирает на руках у Белоснежки, а проклятие переносит их в «ужасное место».
В наши дни в Бостоне одинокая Эмма Свон (Дженнифер Моррисон), работающая поручителем и охотницей за головами, воссоединяется с Генри Миллсом (Джаред Гилмор) — сыном, которого она отдала на усыновление десять лет назад — и везёт его в его родной город Сторибрук, штат Мэн — место, где всё не то, чем кажется.
У Генри есть большая книга сказок, и он убеждён, что Эмма является дочерью Белоснежки (Джиннифер Гудвин) и Прекрасного принца (Джошуа Даллас), который отправил её, чтобы она была защищена от мощного проклятия, наложенного Злой Королевой (Лана Паррия), проклятия, в котором у неё единственной будет счастливый конец. Из-за проклятия в Сторибруке заморожено время (городские часы всё время показывают 8:15), не помня самих себя в прошлом — за исключением Королевы, которая является тамошним мэром и приемной матерью Генри — Реджиной Миллс (её настоящее имя). Эмма отказывается верить в «теорию» Генри и возвращает его домой, но потом решает остаться в городе на неделю, и стрелки часов начинают двигаться впервые за последние 28 лет.
В прошлом Снежка и Дэвид беспокоятся о безопасности своего будущего ребенка и отправляются спросить совет у Румпельштильцхена (Роберт Карлайл), который сказал им, что единственная их надежда — дитя, которое должно вернуться в свой 28 день рождения и спасти всех. Дочь венценосной пары родилась в день наступления проклятия, и принц кладет её в шкаф, вырезанный из волшебного дерева, перенёсший ту в наш мир.
Ожесточённое соперничество Реджины с богатым жителем Сторибрука мистером Голдом усиливается, когда она узнает, что Мэри Маргарет (Белоснежка и мать Эммы) влюбляется в Дэвида Нолана, пациента, который проснулся после того, как был в коме (Прекрасный принц — отец Эммы). Однако Дэвид женат на Кэтрин Нолан (Анастасия Гриффит), женщине, которая в Сказочном Королевстве являлась его бывшей невестой принцессой Эбигейл, дочерью царя Мидаса. Не в силах отрицать свою любовь, Дэвид и Мэри Маргарет вскоре начинают тайный роман, о котором узнает Кэтрин.
Кэтрин в конечном итоге решает уехать в Бостон и позволить супругу быть с Мэри Маргарет, но из-за эффекта проклятия никто не может покинуть Сторибрук, иначе случится беда. Некоторое время спустя шкатулку, которая принадлежала Мэри Маргарет, когда она была ребёнком, обнаруживают недалеко от старого моста Толль, и она содержит человеческое сердце, которое опознали как сердце Кэтрин. Владелица находки арестована за якобы убийство, и её собирается привлечь к ответственности коррумпированный окружный прокурор Альберт Спенсер (Алан Дэйл), но потом Кэтрин обнаружили живой в переулке. Она говорит, что её кто-то похитил и держал в плену в подвале в течение нескольких дней, но ей удалось сбежать. Когда все подозрения в этом деле начинают падать на Реджину, коррумпированный Главный редактор газеты Сторибрука Сидни Гласс (Джанкарло Эспозито) признаётся в похищении Кэтрин, но Эмму это не убедило, и она приходит к выводу, что Реджина организовала заговор.
Девушка вскоре обнаруживает, что писатель Август Уэйн Бут (Эйон Бэйли), являющийся первым чужим, когда-либо прибывшим в город, после того как Эмма приехала, является из мира, откуда прибыла она сама — Зачарованного Леса, и что он Пиноккио, который был отправлен в наш мир через тот же шкаф, что и сама Эмма. Пиноккио отправили в этот мир, чтобы следить и наставлять девочку на её пути Спасителя. Но он бросил её из страха ещё в детстве, а когда Эмма своим присутствием заставила стрелки городских часов Сторибрука двигаться, он постепенно начал снова превращаться в деревянную куклу. Свон делает попытку забрать Генри из Сторибрука навсегда, но затем вынуждена передумать, когда он отказывается ехать. Эмма заключает сделку с Реджиной, в результате которой она уходит, но всё ещё может посещать Генри.
Но Королева теперь знает истинную личность Эммы и добывает отравленное яблоко, которое она когда-то использовала на Белоснежке. Она использует его, чтобы приготовить яблочный пирог для Эммы. Но вместо неё кусок пирога откусывает Генри и падает на пол без сознания: оказывается, что проклятие реально. Эмма, которая начинает верить, увидев воспоминания о своём истинном прошлом, вынуждена заключить союз с Реджиной и забирает зелье Истинной любви Румпельштильцхена (мистера Голда) под Башней с часами. Однако тот привязывает мэра к стулу и ломает рубильник, который останавливает лифт, обманом забирая зелье у Эммы.
Эмма и Реджина возвращаются в больницу и узнают, что Генри умер. Мать целует его в лоб, чтобы проститься, в результате чего спасает его и разрушает проклятие, охватившее весь город и возвращает истинные воспоминания каждого, освобождая Генри от проклятия сна поцелуем Истинной Любви. Белоснежка и Дэвид воссоединяются друг с другом, Реджина возвращается в свой особняк в одиночку, а Эмма начинает задаваться вопросом, почему никто не попал в Зачарованный Лес, ведь проклятие разрушено. Румпельштильцхен воссоединяется со своей Истинной любовью Белль (Эмили Де Рэвин) и ведёт её в сердце леса, чтобы восстановить то, что потерял однажды. Он берёт зелье, украденное у Эммы, и кидает его в колодец, в результате чего фиолетовый дым появляется и покрывает весь Сторибрук, а стрелки Башни с часами снова показывают 8:15.

## В ролях

### Основной состав
- Джиннифер Гудвин — Белоснежка/Мэри Маргарет Бланшар (22 эпизода)
- Дженнифер Моррисон — Эмма Свон/Спасительница (22 эпизода)
- Лана Паррия — Злая королева/Реджина Миллс (22 эпизода)
- Джош Даллас — Прекрасный принц/Дэвид Нолан (18 эпизодов)
- Эйон Бэйли — Пиноккио/Август Уэйн Бут (11 эпизодов)
- Джаред Гилмор — Генри Миллс (21 эпизод)
- Рафаэль Сбардж — Говорящий Сверчок/Доктор Арчи Хоппер (9 эпизодов)
- Джейми Дорнан — Охотник/Шериф Грэм Хамберт (7 эпизодов)
- Роберт Карлайл — Румпельштильцхен/Мистер Голд (19 эпизодов)

### Второстепенный состав
- Меган Ори — Красная Шапочка/Руби Лукас (17 эпизодов)
- Беверли Эллиотт — Вдова Лукас/Бабушка (11 эпизодов)
- Ли Аренберг — Ворчун/Лерой/Мечтатель (10 эпизодов)
- Гейб Наут — Чихун/Том Кларк (9 эпизодов)
- Дэвид-Пол Гроув — Умник (6 эпизодов)
- Фаустино Ди Бауда — Соня/Уолтер (8 эпизодов)
- Миг Макарио — Скромник (8 эпизодов)
- Майкл Колман — Весельчак (8 эпизодов)
- Джанкарло Эспозито — Джинн из Аграбы/Волшебное зеркало/Сидни Гласс (8 эпизодов)
- Джеффри Кайзер — Простачок (7 эпизодов)
- Анастасия Гриффит — Принцесса Эбигейл/Кэтрин Нолан (7 эпизодов)
- Киган Коннор Трейси — Голубая Фея/Мать-Настоятельница (7 эпизодов)
- Дэвид Андерс — Доктор Виктор Франкенштейн/Доктор Вэйл (5 эпизодов)
- Алан Дэйл — Король Георг/Альберт Спенсер (5 эпизодов)
- Тони Перес — Генри, отец Злой Королевы (4 эпизода)
- Тони Амендола — Джеппетто/Марко (3 эпизода)
- Эмили Де Рэвин — Белль/Лэйси Френч (3 эпизода)
- Себастиан Стэн — Сумасшедший Шляпник/Джефферсон (3 эпизода)

### Гостевое участие
- Якоб Дэвис — Юный Пиноккио/Юный Август Бут
- Кристин Бауэр ван Стратен — Малефисента
- Джесси Шрэм — Золушка/Эшли Бойд
- Тим Филлиппс — Принц Томас/Шон Герман
- Дилан Шмидт — Юный Бэлфайер
- Ричард Скифф — Король Леопольд
- Барбара Херши — Кора Миллс/Королева червей
- Ингрид Торренс — Милдред Рэтчед/Медсестра Рэтчед
- Гарри Гронер — Мартин, отец сверчка Джимини
- Кэролайн Хеннеси — Мирна, мать сверчка Джимини
- Габриэль Роуз — Рут, мать Прекрасного принца
- Алекс Захара — Король Мидас
- Брэдфорд Клод Дуриф — Зосо, предыдущий Тёмный Маг
- Карли Скотт Коллинз — Гретель/Эйва Зиммер
- Куинн Эдмонд Джулиан Лорд — Гензель/Николас Зиммер
- Эмма Коулфилд — Слепая Ведьма
- Джефф Густафсон — Скромник, погибший восьмой гном
- Эрик Кинлейсайд — Сэр Моррис/Мо Френч
- Эми Луиз Экер — Нова, фея/Сестра Астрид
- Джесси Хатч — Питер, возлюбленный Красной Шапочки
- Ной Уиппл Бин — Дэниел Колтер
- Бэйли Мэдисон — Юная Белоснежка

## Эпизоды
| № общий | № в сезоне | Название                                                    | Режиссёр             | Автор сценария                              | Дата премьеры   | Зрители в США (млн) |
| --- | ---------- | ----------------------------------------------------------- | -------------------- | ------------------------------------------- | --------------- | ------------------- |
| 1 | 1          | «Pilot» «Пилотная серия»                                    | Марк Майлод          | Эдвард Китсис и Адам Хоровиц                | 23 октября 2011 | 12,93               |
| Генри, сын 28-летней охотницы за головами Эммы Свон, которого она отдала на усыновление 10 лет назад, находит её в день её рождения и просит помощи. Он считает, что Эмма — дочь Белоснежки и Прекрасного принца, которую они отправили в этот мир, чтобы защитить от страшного проклятия, наложенного Злой Королевой. Она отказывается верить в историю Генри, но обнаруживает, что родной город Генри, Сторибрук в штате Мэн, может скрывать много секретов. |            |                                                             |                      |                                             |                 |                     |
| 2 | 2          | «The Thing You Love Most» «То, что мы больше всего любим»   | Грег Биман           | Эдвард Китсис и Адам Хоровиц                | 30 октября 2011 | 11,74               |
| Видя угрозу в развитии отношений между Эммой и Генри, Реджина пытается всеми способами заставить Эмму навсегда уехать из Сторибрука и не вмешиваться в жизнь Генри. В то же время раскрываются ужасающие обстоятельство того, как Злая Королева наложила проклятие на Зачарованный Лес. Оказывается, что для того, чтобы проклятие подействовало, нужно принести в жертву сердце человека, которого любишь больше всего на свете. Для Королевы таким человеком оказался её собственный отец Генри. |            |                                                             |                      |                                             |                 |                     |
| 3 | 3          | «Snow Falls» «Снегопад»                                     | Дин Уайт             | Лиз Тайглаар                                | 6 ноября 2011   | 11,45               |
| По настоянию Генри, Эмма убеждает его школьную учительницу сестру Мэри Маргарет Бланшар посещать Джона Доу, находящегося в больнице в коме, и читать ему сказки из книги. Они не знают, что Мэри Маргарет будет ошеломлена исходом своего визита. В то же время рассказывается история знакомства Белоснежки и Прекрасного принца. |            |                                                             |                      |                                             |                 |                     |
| 4 | 4          | «The Price of Gold» «Цена золота»                           | Дэвид Соломон        | Дэвид Х. Гудман                             | 13 ноября 2011  | 11,36               |
| Беременная женщина просит у Эммы помощи. Она хочет выбраться из Сторибрука и сбежать от загадочного мистера Голда. В это же время раскрывается тайное соглашение между Золушкой и Румпельштильцхеном. |            |                                                             |                      |                                             |                 |                     |
| 5 | 5          | «That Still Small Voice» «Этот тихий голос»                 | Пол Эдвардс          | Джейн Эспенсон                              | 27 ноября 2011  | 10,66               |
| Как только Эмма принимает на себя обязанности в работе под руководством шерифа Грэма, земля сотрясается, и гигантская шахта таинственным образом появляется на краю города. И жизнь любопытного Генри оказывается в опасности, когда он решает исследовать её изнутри, чтобы увидеть, сможет ли её содержимое соединить жителей Сторибрука со сказочной страной. Тем временем в волшебном мире Джимини Крикет, будущая совесть Пиноккио, жаждет покинуть семейный бизнес и стать тем, кем он всегда хотел быть. |            |                                                             |                      |                                             |                 |                     |
| 6 | 6          | «The Shepherd» «Пастух»                                     | Виктор Нелли         | Эндрю Чамблис и Йен Голдберг                | 4 декабря 2011  | 9,61                |
| Шериф Грэм уличён во лжи, а Джон Доу, настоящее имя которого, как полагают, Дэвид Нолан, вынужден выбирать - остаться ли ему с женщиной, которая утверждает, что она его бывшая жена, или же выбрать Мэри Маргарет, в которую он сильно и необъяснимо влюблён. Тогда как раскрывается предыстория Прекрасного принца вместе с поворотным событием, которое навсегда изменило его судьбу, и тайной сделкой между его отцом Королём Джорджем и Царём Мидасом. |            |                                                             |                      |                                             |                 |                     |
| 7 | 7          | «The Heart Is a Lonely Hunter» «Сердце — одинокий скиталец» | Дэвид Баррет         | Эдвард Китсис и Адам Хоровиц                | 11 декабря 2011 | 8,91                |
| Один из жителей Сторибрука начинает вспоминать свою прошлую жизнь в Зачарованном Лесу. Горожане оплакивают смерть одного из своих. Тем временем, в сказочном мире, Королева пытается найти бессердечного убийцу, чтобы уничтожить Белоснежку. |            |                                                             |                      |                                             |                 |                     |
| 8 | 8          | «Desperate Souls» «Отчаявшиеся души»                        | Майкл Ваксман        | Эдвард Китсис и Адам Хоровиц                | 8 января 2012   | 10,35               |
| После смерти Грэма Эмма хочет занять должность шерифа. Но Реджина заявляет, что на эту должность у нее есть другая кандидатура. Ведь только мэр имеет право назначать шерифа. Мистер Голд дает Эмме шанс. Используя его, Эмма добивается проведения выборов на должность шерифа и… побеждает. Румпельштильцхен ищет способ, который поможет его сыну избежать войны. |            |                                                             |                      |                                             |                 |                     |
| 9 | 9          | «True North» «Строго на север»                              | Дин Уайт             | Дэвид Х. Гудман и Лиз Тайглаар              | 15 января 2012  | 9,83                |
| Эмма делает отчаянные попытки, пытаясь помочь юным беглецам Николосу и Аве найти их родного отца. Эмма должна успеть до того, как их разделят друг от друга и отправят на воспитание в приёмные семьи. Раскрывается предыстория Гензеля и Гретель и то, как Злая Королева поручает им секретную миссию — украсть необходимый ей ценный артефакт у Слепой Ведьмы, промышляющей людоедством. |            |                                                             |                      |                                             |                 |                     |
| 10 | 10         | «7:15 A.M.» «7:15 до полудня»                               | Ральф Хемекер        | Эдвард Китсис, Адам Хоровиц и Дэниэл Томсен | 22 января 2012  | 9,33                |
| Реджина и Эмма с подозрением относятся к появившемуся в городе «Незнакомцу». Дэвид и Мэри Маргарет продолжают бороться с их неразделённой любовью. Раскрываются события, показывающие свадьбу Прекрасного принца и дочери царя Мидаса Эбигейл, наряду с Белоснежкой, пытающейся заглушить свои сердечные муки. |            |                                                             |                      |                                             |                 |                     |
| 11 | 11         | «The Fruit of the Poisonous Tree» «Плод ядовитого дерева»   | Брайан Спайсер       | Йен Голдберг и Эндрю Чамблисс               | 29 января 2012  | 10,91               |
| Эмма неожиданно для себя оказывается втянута по просьбе Сидни в его расследование, касающееся коррумпированных деловых отношений Реджины. Мэри Маргарет продолжает тайно встречаться с Дэвидом, в попытке найти способ объяснения их неразделённой любви. Раскрывается предыстория отца Белоснежки короля Леопольда — его столкновение с Джинном, заключённым в волшебную лампу, который выполняет три желания освободителя, но предупреждает, чтобы он был осторожен в своих желаниях. |            |                                                             |                      |                                             |                 |                     |
| 12 | 12         | «Skin Deep» «Внешность обманчива»                           | Милан Чейлов         | Джейн Эспенсон                              | 12 февраля 2012 | 8,65                |
| Эмма подозревает, что мистер Голд собирается вершить самосуд, когда в его дом пробирается вор. Мэри Маргарет спланировала особую вечеринку для девочек в День Святого Валентина вместе с Руби и Эшли. Раскрывается связь между Белль и Румпельштильцхеном — то как она отказалась от своей свободы ради спасения родного города от ужасной войны с ограми. |            |                                                             |                      |                                             |                 |                     |
| 13 | 13         | «What Happened to Frederick» «Что случилось с Фредериком»   | Дин Уайт             | Дэвид Х. Гудман                             | 19 февраля 2012 | 9,84                |
| Дэвид замечает, что его любовь к Мэри Маргарет становится всё сильнее. Он принимает решение разорвать брак без любви с Кэтрин, рассказав ей о своих тайных отношениях. В это время Прекрасный принц разыскивает Белоснежку. А Эбигейл совершает опасную миссиию, пытаясь вернуть нечто дорогое, что было для неё потеряно. |            |                                                             |                      |                                             |                 |                     |
| 14 | 14         | «Dreamy» «Мечтатель»                                        | Дэвид Соломон        | Эдвард Китсис и Адам Хоровиц                | 4 марта 2012    | 10,67               |
| Мэри Маргарет объединяется с жителем и нарушителем спокойствия Сторибрука Лероем, чтобы помочь монахиням продать свечи во время фестиваля Дня шахтёра. Эмма расследует внезапное исчезновение Кэтрин. История семи гномов открывается вместе с запрещённым романом Ворчуна с прекрасной, но ещё неуклюжей феей по имени Нова. |            |                                                             |                      |                                             |                 |                     |
| 15 | 15         | «Red-Handed» «Пойман с поличным»                            | Рон Андервуд         | Джейн Эспенсон                              | 11 марта 2012   | 9,29                |
| Эмма допрашивает Дэвида, в связи с исчезновением Кэтрин Нолан. После разговора с писателем Руби ссорится с бабушкой и увольняется. Чувствуя свою вину, Мэри Маргарет отправляется на границу Сторибрука, в лес, на поиски Кэтрин. Там она встречает Дэвида в странном состоянии. Эмма предлагает Руби должность помощника шерифа. Руби соглашается. С памятью Дэвида происходят странные вещи. При поиске улик в деле об исчезновении Кэтрин, Руби находит коробку с ужасным содержимым. Отпечатки на коробке принадлежат… Мэри Маргарет. Вместе с тем нам рассказывают историю про Красную шапочку, бабушку и волка. |            |                                                             |                      |                                             |                 |                     |
| 16 | 16         | «Heart of Darkness» «Сердце тьмы»                           | Дин Уайт             | Эндрю Чамблис и Йен Голдберг                | 18 марта 2012   | 8,69                |
| Эмма вынуждена арестовать Мэри Маргарет по подозрению в убийстве Кэтрин, а Мистер Голд нанят ею, чтобы представлять её интересы в качестве адвоката. События, связанные с поиском Белоснежки Прекрасным принцем, продолжают открываться вместе с его попыткой остановить полную решимости Белоснежку, чья память всё ещё омрачена зельем Румпельштильцхена, от убийства Злой Королевы. |            |                                                             |                      |                                             |                 |                     |
| 17 | 17         | «Hat Trick» «Трюк со шляпой»                                | Ральф Хемекер        | Владимир Цветко и Дэвид Х. Гудман           | 25 марта 2012   | 8,82                |
| Эмму похищает сумасшедший мужчина, одержимый шляпами, и отвозит в свой дом. В Сказочном Мире Злая Королева нанимает волшебника, способного переместить её в Страну Чудес, чтобы выкрасть нечто ценное у Королевы Червей. Раскрывается предыстория Безумного Шляпника из Страны Чудес. |            |                                                             |                      |                                             |                 |                     |
| 18 | 18         | «Stable Boy» «Конюх»                                        | Дин Уайт             | Эдвард Китсис и Адам Хоровиц                | 1 апреля 2012   | 8,36                |
| Эмма продолжает попытки отыскать доказательства невиновности Мэри Маргарет к делу предполагаемого убийства Кэтрин. Открывается причина ненависти Злой Королевы к Белоснежке. Последняя в детстве предала спасшую её Реджину, открыв Коре роковую тайну истинной любви её дочери — конюха Дэниела. Именно убийство несчастного положило начало лютой вражде Белоснежки с мачехой. |            |                                                             |                      |                                             |                 |                     |
| 19 | 19         | «The Return» «Возвращение»                                  | Пол Эдвардс          | Джейн Эспенсон                              | 22 апреля 2012  | 9,08                |
| Судьба сына Румпельштильцхена Бейлфайера, после того как его отец стал Тёмным, раскрывается вместе с тем, как сам Румпельштильцхен пытался вернуться к нормальной человеческой жизни. Мистер Голд пытается докопаться до истинной личности Августа. Реджина становится лицом к лицу со своей причастностью к исчезновению Кэтрин. Дэвид надеется загладить свою вину перед Мэри Маргарет и примириться с ней. |            |                                                             |                      |                                             |                 |                     |
| 20 | 20         | «The Stranger» «Незнакомец»                                 | Гвинет Хордер-Пэйтон | Эндрю Чамблис и Йен Голдберг                | 29 апреля 2012  | 9,20                |
| Август берёт Эмму в путешествие, которое должно помочь ей поверить в проклятье, наложенное Злой Королевой. Реджина пытается соблазнить Дэвида. Раскрывается ряд событий, произошедших в Зачарованном Лесу до того, как Злая Королева пустила в ход своё проклятье: то как Джеппетто согласился помочь спасти дочь Белоснежки при условии, что также удастся обезопасить и его сына Пиноккио. |            |                                                             |                      |                                             |                 |                     |
| 21 | 21         | «Apple Red as Blood» «Красное как кровь яблоко»             | Милан Чейлов         | Джейн Эспенсон и Дэвид Х. Гудман            | 6 мая 2012      | 8,95                |
| В то время как Генри умоляет Эмму остаться в Сторибруке, Реджина работает над гениальным планом, который бы заставил Эмму навсегда покинуть город. Белоснежка просит своих союзников помочь ей спасти Прекрасного принца и победить Злую Королеву. |            |                                                             |                      |                                             |                 |                     |
| 22 | 22         | «A Land Without Magic» «Земля без волшебства»               | Дин Уайт             | Эдвард Китсис и Адам Хоровиц                | 13 мая 2012     | 9,66                |
| После того, как Генри откусил пирог Реджины, доказывая Эмме, что тот отравлен, его увозят в больницу. Ради спасения сына, Эмме и Реджине приходится объединиться. Вдвоем они идут за помощью к мистеру Голду. Он соглашается помочь. Но помощь его, как всегда, не бескорыстна. Тем временем Прекрасный принц пытается вырваться из дворца Злой Королевы, чтобы найти и спасти Белоснежку. Он и не знает, что его возлюбленная уже откусила отравленное яблоко и уснула вечным сном. |            |                                                             |                      |                                             |                 |                     |

## Рейтинги

### Рейтинги США
| №  | Название                       | Дата оригинального показа | Рейтинг 18–49 | Зрители (миллионы) | Недельный ранк |
| -- | ------------------------------ | ------------------------- | ------------- | ------------------ | -------------- |
| 1  | "Pilot"                        | октябрь 23, 2011          | 4.0           | 12.93              | #13            |
| 2  | "The Thing You Love Most"      | октябрь 30, 2011          | 3.9           | 11.74              | #18            |
| 3  | "Snow Falls"                   | ноябрь 6, 2011            | 3.8           | 11.45              | #24            |
| 4  | "The Price of Gold"            | ноябрь 13, 2011           | 3.8           | 11.36              | #18            |
| 5  | "That Still Small Voice"       | ноябрь 27, 2011           | 3.4           | 10.69              | #14            |
| 6  | "The Shepherd"                 | декабрь 4, 2011           | 3.2           | 9.66               | #21            |
| 7  | "The Heart Is a Lonely Hunter" | декабрь 11, 2011          | 2.9           | 8.91               | #25            |
| 8  | "Desperate Souls"              | январь 8, 2012            | 3.7           | 10.35              | #18            |
| 9  | "True North"                   | январь 15, 2012           | 3.3           | 9.83               | #18            |
| 10 | "7:15 A.M."                    | январь 22, 2012           | 3.2           | 9.33               | #24            |
| 11 | "Fruit of the Poisonous Tree"  | январь 29, 2012           | 3.5           | 10.91              | #14            |
| 12 | "Skin Deep"                    | февраль 12, 2012          | 3.0           | 8.65               | #20            |
| 13 | "What Happened to Frederick"   | февраль 19, 2012          | 3.1           | 9.84               | #23            |
| 14 | "Dreamy"                       | март 4, 2012              | 3.4           | 10.67              | #16            |
| 15 | "Red-Handed"                   | март 11, 2012             | 2.9           | 9.29               | #18            |
| 16 | "Heart of Darkness"            | март 18, 2012             | 2.9           | 8.69               | #18            |
| 17 | "Hat Trick"                    | март 25, 2012             | 2.9           | 8.82               | #14            |
| 18 | "The Stable Boy"               | апрель 1, 2012            | 2.8           | 8.36               | #25            |
| 19 | "The Return"                   | апрель 22, 2012           | 3.0           | 9.08               | #18            |
| 20 | "The Stranger"                 | апрель 29, 2012           | 3.0           | 9.20               | #17            |
| 21 | "An Apple Red as Blood"        | май 6, 2012               | 3.0           | 8.94               | N/A            |
| 22 | "A Land Without Magic"         | май 13, 2012              | 3.3           | 9.66               | #24            |

### Оригинальный показ + повторы за 7 дней
| №  | Название                       | Дата оригинального показа | Зрители 18–49 | Зрители (миллионы) | Общий 18-49 | Все зрители (миллионы) | Прим.  |
| -- | ------------------------------ | ------------------------- | ------------- | ------------------ | ----------- | ---------------------- | ------ |
| 1  | "Pilot"                        | октябрь 23, 2011          | 1.2           | 2.54               | 5.2         | 15.48                  | [ 43 ] |
| 2  | "The Thing You Love Most"      | октябрь 30, 2011          | 1.1           | 2.36               | 5.0         | 14.10                  | [ 44 ] |
| 3  | "Snow Falls"                   | ноябрь 6, 2011            | 1.0           | 2.62               | 4.8         | 14.07                  | [ 45 ] |
| 4  | "The Price of Gold"            | ноябрь 13, 2011           | 1.1           | 2.54               | 4.9         | 13.90                  | [ 46 ] |
| 5  | "That Still Small Voice"       | ноябрь 27, 2011           | 1.1           | 2.56               | 4.5         | 13.24                  | [ 47 ] |
| 6  | "The Shepherd"                 | декабрь 4, 2011           | 1.0           | 2.43               | 4.2         | 12.08                  | [ 48 ] |
| 7  | "The Heart Is a Lonely Hunter" | декабрь 11, 2011          | 1.2           | 2.72               | 4.1         | 11.64                  | [ 49 ] |
| 8  | "Desperate Souls"              | январь 8, 2012            | 1.3           | 2.86               | 5.0         | 13.21                  | [ 50 ] |
| 9  | "True North"                   | январь 15, 2012           | 1.4           | 2.99               | 4.7         | 12.82                  | [ 51 ] |
| 10 | "7:15 A.M."                    | январь 22, 2012           | 1.3           | 2.99               | 4.5         | 12.32                  | [ 52 ] |
| 11 | "Fruit of the Poisonous Tree"  | январь 29, 2012           | 1.2           | 2.56               | 4.7         | 13.47                  | [ 53 ] |
| 12 | "Skin Deep"                    | февраль 12, 2012          | 1.3           | 2.99               | 4.3         | 11.64                  | [ 54 ] |
| 13 | "What Happened to Frederick"   | февраль 19, 2012          | 1.1           | 2.61               | 4.2         | 12.45                  | [ 55 ] |
| 14 | "Dreamy"                       | март 4, 2012              | 1.2           | 2.55               | 4.6         | 13.21                  | [ 56 ] |
| 15 | "Red-Handed"                   | март 11, 2012             | 1.1           | 2.63               | 4.0         | 11.92                  | [ 57 ] |
| 16 | "Heart of Darkness"            | март 18, 2012             | 1.1           | 2.27               | 4.0         | 10.96                  | [ 58 ] |
| 17 | "Hat Trick"                    | март 25, 2012             | 1.1           | 2.38               | 4.0         | 11.20                  | [ 59 ] |
| 18 | "The Stable Boy"               | апрель 1, 2012            | 1.0           | 2.31               | 3.8         | 10.67                  | [ 60 ] |
| 19 | "The Return"                   | апрель 22, 2012           | 1.0           | 2.51               | 4.0         | 11.59                  | [ 61 ] |
| 20 | "The Stranger"                 | апрель 29, 2012           | 0.9           | 2.10               | 3.9         | 11.29                  | [ 62 ] |
| 21 | "An Apple Red as Blood"        | май 6, 2012               | 1.1           | 2.47               | 4.1         | 11.42                  | [ 63 ] |
| 22 | "A Land Without Magic"         | май 13, 2012              | 1.0           | 2.20               | 4.3         | 11.86                  | [ 64 ] |

## Саундтрек

### Мини-альбом
Слова и музыка всех песен — Марка Айшема.
| №  | Название                             | Длительность |
| -- | ------------------------------------ | ------------ |
| 1. | «The Queen's Curse»                  | 2:47         |
| 2. | «Once Upon a Time Orchestral Suite»  | 3:49         |
| 3. | «Belle's Story»                      | 2:39         |
| 4. | «Things are Changing in Storybrooke» | 1:53         |

### Альбом
Слова и музыка всех песен — Марка Айшема.
| №   | Название                             | Длительность |
| --- | ------------------------------------ | ------------ |
| 1.  | «Once Upon a Time Orchestral Suite»  | 4:13         |
| 2.  | «Henry's Proposal»                   | 1:17         |
| 3.  | «The Queen's Curse»                  | 2:46         |
| 4.  | «Jiminy Cricket»                     | 3:11         |
| 5.  | «Dealing with Rumplestiltskin»       | 3:26         |
| 6.  | «Belle's Story»                      | 2:37         |
| 7.  | «Dwarves»                            | 2:45         |
| 8.  | «The Huntsman»                       | 4:31         |
| 9.  | «Things are Changing in Storybrooke» | 1:47         |
| 10. | «Cinderella»                         | 1:44         |
| 11. | «Wedding Dance»                      | 1:21         |
| 12. | «Advising Ashley»                    | 2:26         |
| 13. | «If the Shoe Fits»                   | 1:35         |
| 14. | «Unhappy Endings»                    | 3:46         |
| 15. | «Emma and Henry»                     | 1:43         |
| 16. | «The Siren»                          | 5:07         |
| 17. | «The Man with the Wooden Box»        | 1:11         |
| 18. | «Hope Will Return»                   | 1:48         |
| 19. | «Rumplestiltskin in Love»            | 2:19         |
| 20. | «The Genie's Wishes»                 | 1:58         |
| 21. | «The Road to True Love»              | 2:50         |
| 22. | «The Family Compass»                 | 2:00         |
| 23. | «Burn the Witch»                     | 2:34         |
| 24. | «What the Queen Loves Most»          | 2:30         |
| 25. | «The Clock Moves»                    | 1:12         |

## Новеллизации
«Однажды в сказке» дебютирует фантастический роман от Диснея. Роман под названием «Пробуждение» будет охватывать первый сезон и обещает дать «поклонникам шоу совершенно новый взгляд на своих любимых персонажей и их истории». Повествование будет рассказано с точки Эммы Свон в Сторибруке и Белоснежки в Зачарованном Лесу. Роман написан Одеттой Бин и он опубликован 27 апреля 2013 года. Эксклюзивные книги вышли 7 мая 2013 года в Америке, в мягкой обложке.

## DVD релиз
| Однажды в сказке - Первый сезон                                                                            | | | | | |
| Детали настроек                                                                                            | Детали настроек                                                                                            | Детали настроек                                                                                            | Особенности | Особенности | Особенности |
| - 22 эпизода - R1: 5-Disc Set R2: 6-Disc Set - Английский (Dolby Digital 5.1 Surround) - Aудио-комментарии | - 22 эпизода - R1: 5-Disc Set R2: 6-Disc Set - Английский (Dolby Digital 5.1 Surround) - Aудио-комментарии | - 22 эпизода - R1: 5-Disc Set R2: 6-Disc Set - Английский (Dolby Digital 5.1 Surround) - Aудио-комментарии | - Сказки в современном мире - Расскажи мне историю - Воспитание характера - Благородные существа - Удалённые сцены - Пасхальные яйца - Эксклюзив Blu-ray версия «Однажды в сказке: Истоки» | - Сказки в современном мире - Расскажи мне историю - Воспитание характера - Благородные существа - Удалённые сцены - Пасхальные яйца - Эксклюзив Blu-ray версия «Однажды в сказке: Истоки» | - Сказки в современном мире - Расскажи мне историю - Воспитание характера - Благородные существа - Удалённые сцены - Пасхальные яйца - Эксклюзив Blu-ray версия «Однажды в сказке: Истоки» |
| Даты выпуска                                                                                               | | | | | |
| Регион 1                                                                                                   | Регион 1                                                                                                   | Регион 1                                                                                                   | Регион 2 | Регион 2 | Регион 2 |
| 28 августа 2012                                                                                            | 28 августа 2012                                                                                            | 28 августа 2012                                                                                            | 12 ноября 2012 | 12 ноября 2012 | 12 ноября 2012 |